# Zharifa Ghafari
Pour les articles homonymes, voir Ghafari.
Zharifa Ghafari, née en 1994, est une entrepreneure et femme politique afghane, maire de Maydan Shahr de 2019 à 2021. Elle fuit l'Afghanistan en août 2021, peu après l'arrivée au pouvoir des Talibans ; elle reçoit des menaces de mort au motif qu'elle est une femme maire. Elle est réfugiée en Allemagne.

## Biographie
Zharifa Ghafari est la fille d’une institutrice et d’un colonel des brigades des commandos de l'Armée nationale afghane. Elle grandit dans la province de Paktiya et va à l’école à Gardêz. Elle entre en 2009 à l’université du Panjab à Delhi en Inde, dont elle sort avec une maîtrise en économie en 2015.
Zharifa Ghafari est nommée maire de Maydan Shahr par le président Ashraf Ghani en juillet 2018, ayant obtenu les meilleurs résultats à un concours où elle était la seule femme. Alors qu’elle arrive pour prendre ses fonctions, son bureau est occupé par des hommes agressifs qui brandissent des bâtons et des pierres. Elle doit être évacuée par des officiers paramilitaires envoyés par la Direction nationale de la sécurité, le service de renseignement afghan. Elle réussit à reprendre ses fonctions huit mois plus tard, en mars 2019,. Elle est alors considérée par la BBC comme l’une des 100 femmes les plus influentes dans le monde,
Zharifa Ghafari n’est pas la première femme à occuper un poste traditionnellement masculin en Afghanistan, mais c’est la première maire dans la province conservatrice de Wardak, où les talibans rencontrent un soutien important de la population. Elle habite à Kaboul pour des raisons de sécurité, et effectue tous les jours l’aller-retour à Maydan Shahr. Elle a déjà reçu des menaces de mort de la part des talibans, de l’État islamique et de la mafia locale.
Elle reçoit, le 4 mars 2020, le prix international de la femme de courage, remis par Melania Trump, Première dame des États-Unis et Mike Pompeo, secrétaire d'État des États-Unis.
Après que les talibans ont pris le contrôle de la majeure partie de l'Afghanistan à la mi-août 2021, Gafari refuse de fuir et déclare qu'elle resterait dans l'attente de son sort : « Je suis assise ici et j'attends leur arrivée. Il n'y a personne pour m'aider, ma famille et moi. Les talibans viendront chercher des gens comme moi et les tueront. Je ne peux pas quitter ma famille. Et en général, où dois-je aller ? ». Cependant, le 18 août 2021, elle fuit l'Afghanistan pour Istanbul, plus grande ville de Turquie, avec son mari, sa mère et ses cinq sœurs,. Elle s'installe ensuite à Bonn en Allemagne,.

## Prix et distinctions
- 2019 : 100 Women de la BBC[5].
- 2020 : prix international de la femme de courage[6].

## Publication
- Zarifa : le combat d'une femme dans un monde d'hommes, avec Hannah Lucinda Smith, Éditions Jean-Claude Lattès, coll. « Essais et documents », 2022[11],[12].